# فولارين بالوغون
فولارين جيري بالوغون (بالإنجليزية: Folarin Jerry Balogun) لاعب كرة قدم أمريكي يلعب كمهاجم لنادي ستاد ريمس في الدوري الفرنسي مُعارًا من نادي أرسنال ويلعب مع منتخب إنجلترا.